# 提諾·馬丁尼茲
康斯坦提諾·「提諾」·馬丁尼茲（英語：Constantino "Tino" Martinez，1967年12月7日—），為美國職棒大聯盟的一壘手，16年大聯盟生涯共效力過水手、洋基、紅雀與魔鬼魚等隊。2013年曾擔任馬林魚隊的打擊教練。

## 職業生涯

### 1988年奧運會
當時馬丁尼茲和一些未來的大聯盟球員吉姆·亞伯特、羅賓·范圖拉等等參加了1988年的漢城奧運，他們最後在棒球項目拿下金牌。在冠軍賽，馬丁尼茲單場4分打點，亞伯特完投勝，最後美國隊5比3勝出。

### 西雅圖水手
1988年大聯盟選秀，水手隊選進了馬丁尼茲。他在水手時期的成績很平庸，直到1995年，他打擊率為2成93，31轟111分打點。水手也打進了季後賽，還在分區賽擊敗洋基隊。

### 紐約洋基
1995年球季結束後，洋基隊用Sterling Hitchcock和Russ Davis兩位球員向水手隊換來了馬丁尼茲、Jeff Nelson和Jim Mecir。而馬丁尼茲也在交易完成前先和洋基隊簽下5年2025萬美元的合約。在丹·馬丁利退休之後，馬丁尼茲接下了洋基的一壘大位。
有了馬丁尼茲的加入，洋基隊在1996、1998、1999和2000年都拿下世界大賽冠軍。馬丁尼茲還在1997年拿下全壘打大賽冠軍。
1997年是馬丁尼茲表現最好的一年，單季44轟和141分打點皆為美聯第二。他在該年的美聯MVP票選中排名第二。
2001年世界大賽第7場，響尾蛇隊的Luis Gonzalez面對馬里安諾·李維拉擊出再見安打。Gonzalez回憶說他回家後第一個祝福他拿下世界大賽冠軍的人正是馬丁尼茲。

### 聖路易紅雀
2001年球季結束後，洋基隊簽下一壘手傑森·吉昂比。馬丁尼茲也轉戰紅雀隊，接手紅雀強打者馬克·麥奎爾的一壘位置。不過他的成績也開始出現下滑。
2003年，馬丁尼茲在被交易之後第一次站上洋基球場，並且他在第2場面對前隊友安迪·派提特時擊出雙響砲。
2003年球季結束後，紅雀隊宣布將左外野手亞伯特·普荷斯移防一壘，並將馬丁尼茲交易至魔鬼魚隊。

### 坦帕灣魔鬼魚
2004年，馬丁尼茲終於回到他的家鄉打球。該年他還擊出24支全壘打。

### 重返洋基隊
2005年，馬丁尼茲重返洋基隊。他在5月7日到5月11日之間，連續5場比賽都敲出全壘打。該年11月8日，洋基不與他續約，馬丁尼茲也成為自由球員。2006年2月15日，馬丁尼茲宣布退休。總計他16年棒球生涯，打擊率2成71，339轟1271分打點。其中他在洋基隊就敲出192支全壘打與739分打點。

## 外部連結
- 球員資訊和成績在MLB ，ESPN ，Retrosheet ，Baseball Reference ，Baseball Reference (Minors) ，Fangraphs ，The Baseball Cube （英文）
- 台灣棒球維基館：提諾·馬丁尼茲 （页面存档备份，存于）（繁體中文）